# Vejrø
Vejrø gehört zu den kleinen Inseln im süddänischen Smålandsfarvandet (dt.: Smålandsfahrwasser) zwischen Seeland und Lolland. Vejrø umfasst eine Fläche von nur etwa 1,6 km². Sie weist eine weitgehend unberührte Natur auf. Die Flächen werden extensiv landwirtschaftlich genutzt. Derzeit wird die Insel von 4 Personen dauerhaft bewohnt.

## Geschichte
Die Insel gehört zum Kirchspiel Fejø Sogn, das bis 1970 zur Harde Fuglse Herred (Maribo Amt) gehörte, seither zur Ravnsborg Kommune im damaligen Storstrøms Amt, die mit der Kommunalreform zum 1. Januar 2007 zur Lolland Kommune in der Region Sjælland aufgegangen ist. 1925 lebten dort 76 Personen, und es gab eine kleine Inselschule, ein Lebensmittelgeschäft und eine Meierei. In den 1960er Jahren verwaiste die Insel, sie ist in Privatbesitz. Die Insel stand jahrelang zum Verkauf und wurde 2006 vom dänischen Bankier Kim Fournais, Mitbegründer der Saxo Bank, erworben.

## Fauna
Auf Vejrø leben unter anderem Fasane, Feldhasen sowie Rehe in freier Wildbahn.

## Gebäude
Auf der Insel befindet sich ein Leuchtturm mit der geografischen Lage 55° 2′ 18,8″ N, 11° 22′ 9,2″ O. Das Sektorenfeuer auf 19 m Höhe trägt etwa 16 sm weit und hat Kennungen in Weiß, Rot und Grün mit 5 Sekunden Taktung.
Zur landwirtschaftlichen Nutzung wurden Gewächshäuser errichtet, die 2014 mit dem Architekturpreis der Lolland Kommune ausgezeichnet wurden.

## Verkehr
Eine öffentliche Verkehrsanbindung besteht nicht. Die Insel verfügt über einen Sportboothafen, einen Flugplatz mit einer etwa 600 m langen Graspiste für Leichtflugzeuge sowie einen ebenso unbefestigten Hubschrauberlandeplatz.

## Tourismus
Auf der Insel werden Ferienhäuser vermietet, es gibt ein Restaurant, und Sportboote sowie Leichtflugzeuge sind eingeladen, zu kommen. Zudem wird die Insel als Konferenz- und Tagungsort vermarktet.